# Pericallimyia majuscula
Pericallimyia majuscula är en tvåvingeart som först beskrevs av Villeneuve 1915.  Pericallimyia majuscula ingår i släktet Pericallimyia och familjen spyflugor. Inga underarter finns listade i Catalogue of Life.